# توميتارو ماكينو
توميتارو ماكينو (1862-1957) (بالإنجليزية: Tomitaro Makino)‏ هو عالم نبات ياباني.